# Vassonville
Vassonville är en kommun i departementet Seine-Maritime i regionen Normandie i norra Frankrike. Kommunen ligger i kantonen Tôtes som tillhör arrondissementet Dieppe. År 2022 hade Vassonville 417 invånare.

## Befolkningsutveckling
Antalet invånare i kommunen Vassonville
| Referens: INSEE |